# Waldarbeit
Waldarbeit bezeichnet alle Tätigkeiten zur Pflege und Nutzung eines Waldes im Rahmen der Forstwirtschaft. Hierzu zählen Neuanpflanzungen (von Forstkulturen), gezielte Pflegemaßnahmen (Kulturpflege, Läuterung, Lichtung, Kahlschlag), Holzernte, Rücketätigkeiten und Wegebau.
Waldarbeit wird von ausgebildeten Forstwirten, Waldbesitzern oder Waldbauern ausgeführt. Der Anteil des Stücklohns an der Waldarbeit ist hoch.

## Werkzeuge und Maschinen

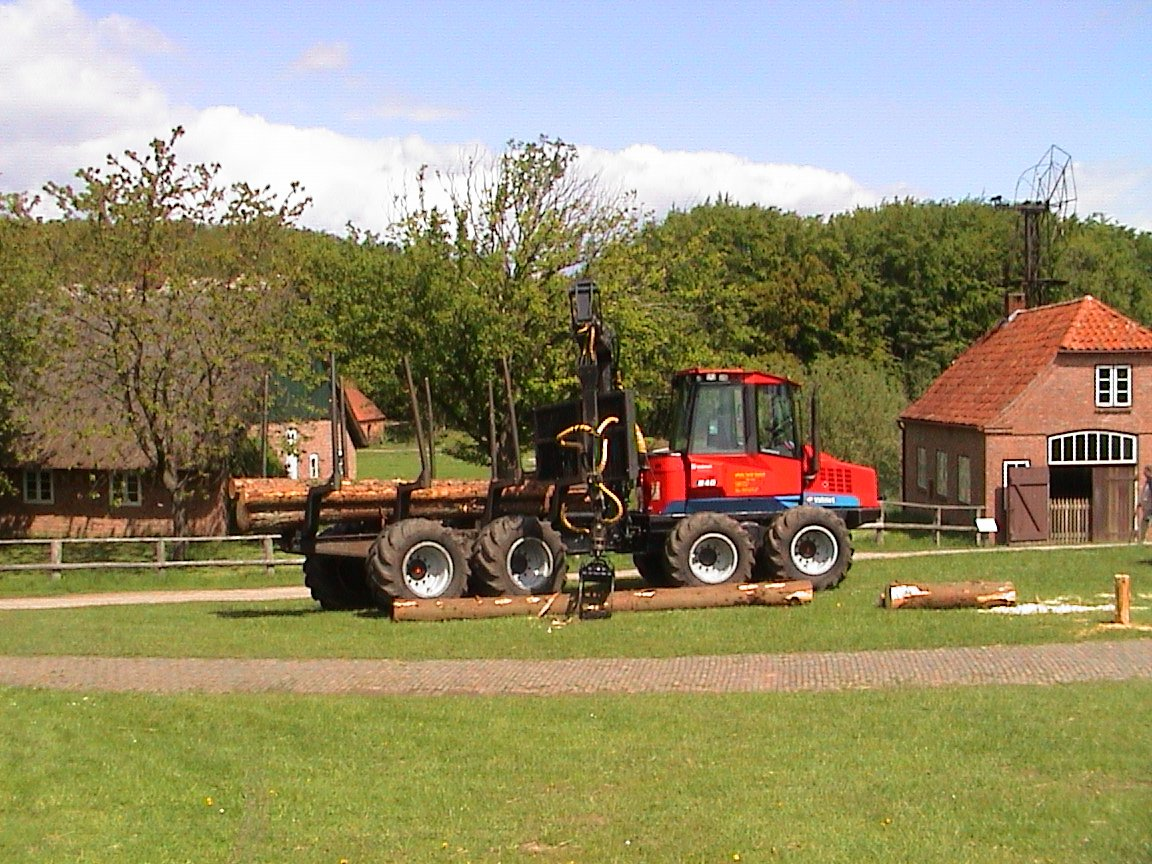
Rückezug (Forwarder)

Typische Arbeitsmittel bei der manuellen Waldarbeit sind Motorkettensäge, Axt und Fällkeil (siehe Liste forstwirtschaftlicher Geräte und Maschinen). Durch Einsatz von motorisierten Maschinen wie Holzvollernter, Forwarder (Rückezüge), Zugschlepper (zum Beispiel Skidder) und den entsprechenden Arbeitsprozessen kann die Waldarbeit heute weitgehend im industriellen Maßstab stattfinden. Dieser Einsatz der maschinellen Holzernte erfolgt in Deutschland seit den 1990er Jahren und hat inzwischen die manuelle Waldarbeit immer mehr zurückgedrängt. Vor allem beim Einschlag von Langholz kommt die manuelle Waldarbeit oft noch zum Zuge.

## Sicherheit

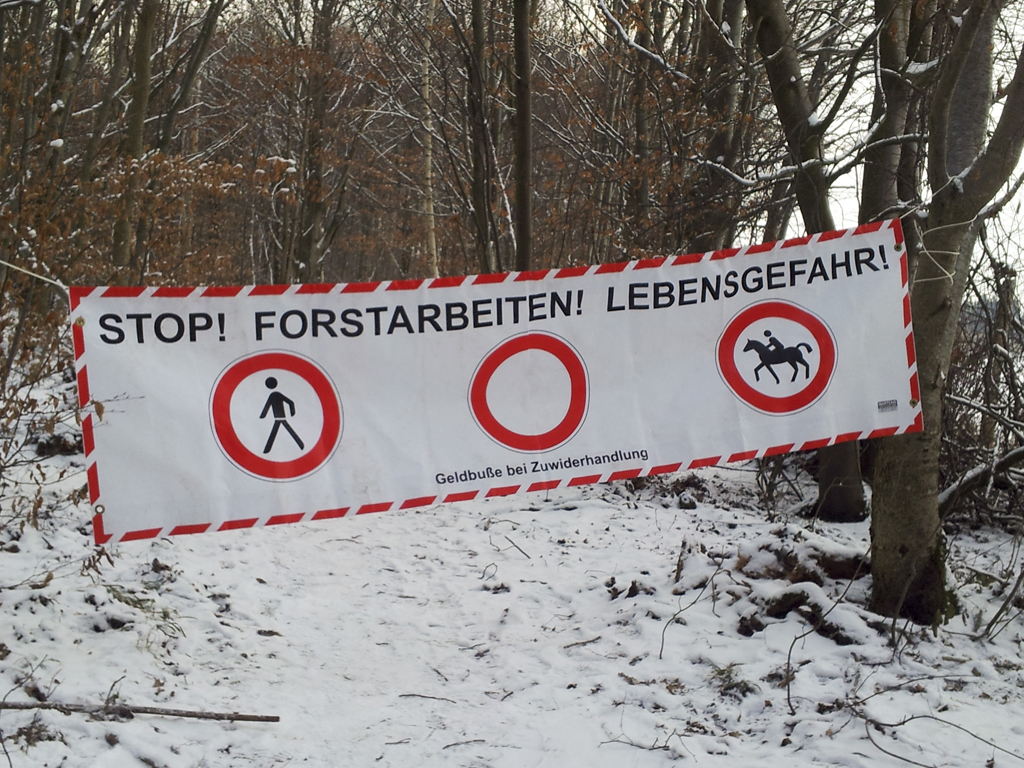
Warnhinweis bei Forstarbeiten

Waldarbeit ist eine gefährliche Tätigkeit, bei der oft schwere Unfälle geschehen. So ist der Anteil der tödlichen Arbeitsunfälle in der Forstwirtschaft dreimal so hoch wie in der Bauwirtschaft.
Besonderer Wert soll deshalb auf die Arbeitssicherheit gelegt werden, um Unfälle zu vermeiden:
- Um die notwendigen Kenntnisse und Fertigkeiten zu erlangen, ist eine Ausbildung etwa zu Arbeitssicherheit, Maschinenkunde und Fälltechniken unbedingt empfehlenswert, im gewerblichen Bereich sogar vorgeschrieben.
- Die Unfallverhütungsvorschriften sind einzuhalten. Unbedingt sollte eine vollständige persönliche Schutzausrüstung (PSA-Forst) getragen werden.
- Vor Zeckenstichen sollte man sich schützen. Empfehlenswert kann eine Impfung gegen Hirnhautentzündung/FSME sein. Sollten Symptome etwa von Borreliose auftreten, muss schnellstmöglich ärztliche Hilfe aufgesucht werden.
- Der Einsatz von speziellen Sonderkraftstoffen ist zur Verminderung der Schadstoffbelastung empfehlenswert. Im Staatsforst ist dies bereits seit längerem Vorschrift.

In einigen Bundesländern Deutschlands gibt es durch die Rettungskette Forst ein System von Rettungspunkten, wo über definierte und nummerierte Anfahrpunkte, den Rettungskräften das Auffinden der Arbeiter im Wald erleichtert wird.
2023 präsentierte die Forstliche Ausbildungsstätte Traunkirchen (FAST), Oberösterreich, dass ein mit Austrian Institute of Technology (AIT) entwickeltes Virtual Reality (VR)-Spiel Vorteile in der Ausbildung zum Forstarbeiten schafft.